# Transplante de cabeça
O transplante de cabeça é uma operação cirúrgica experimental envolvendo a transferência da cabeça de um indivíduo para o corpo de outro. Em muitos experimentos, a cabeça do destinatário não foi removida, mas em outros casos sim. A experiência em animais começou no início dos anos 1900, e até a atualidade, nenhum sucesso por tempo duradouro foi alcançado.

## Desafios médicos
Existem três desafios técnicos principais. Tal como acontece com qualquer transplante de órgão, é necessário administrar e supervisionar a resposta imune do indivíduo que recebeu o transplante, para assim evitar a rejeição da parte transplantada. Além disso, o cérebro é altamente dependente do fluxo contínuo de sangue, pois precisa de oxigênio e  nutrientes, e rapidamente sofreria severos danos a temperaturas normais caso o fluxo sanguíneo fosse interrompido. A gestão dos sistemas nervosos no corpo e na cabeça é essencial de várias formas. O sistema nervoso autônomo controla funções essenciais como a respiração e batimentos cardíacos e é gerenciado em grande parte pelo tronco cerebral. Se a cabeça do corpo do destinatário for removida, essas funções não poderão mais funcionar. Além disso, cada nervo que sai da cabeça através da medula espinhal precisa ser conectado ao nervo correspondente na medula espinhal do corpo receptor para que o cérebro controle os movimento do corpo e receba as informações sensoriais. E finalmente, o risco de dor neuropática sistemática é alto e, até 2017, não foi abordado nas pesquisas em grande parte.
Desses desafios, lidar com o suprimento de sangue e a rejeição do órgão ou da parte transplantada é comum no campo da medicina e de transplantes em geral, ao fazer vários tipos de transplantes razoavelmente rotineiros. No entanto, em um campo tão comum quanto o transplante de fígado, cerca de um quarto dos órgãos são rejeitados no primeiro ano e a mortalidade dos indivíduos que receberam o transplante ainda é muito maior que a da população em geral. O desafio da transferência do sistema nervoso permaneceu nos primeiros estágios das pesquisas até 2017.

## História

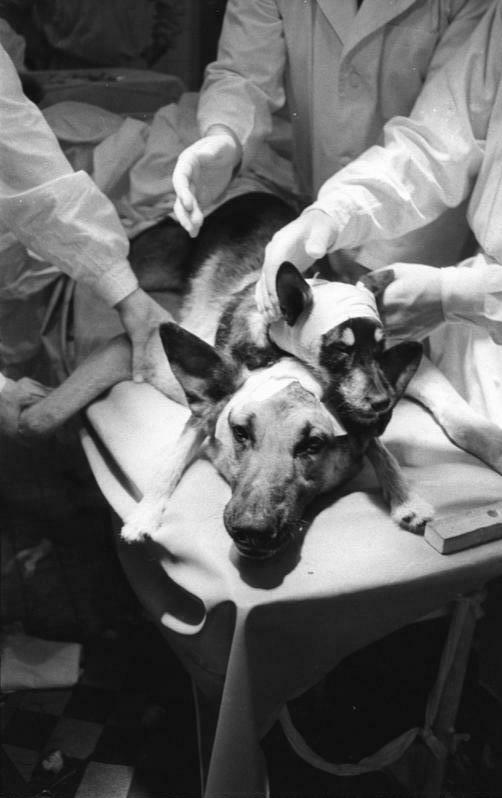
Transplante de uma cabeça de cachorro realizada na Alemanha Oriental por Vladimir Demikhov em 13 de janeiro de 1959.

Alexis Carrel foi um cirurgião francês que desenvolveu métodos cirúrgicos aprimorados para conectar os vasos sanguíneos na área de transplante de órgãos, e em 1908 colaborou com o americano Charles Claude Guthrie para tentar transferir a cabeça de um cachorro para um outro cachorro intacto. A cabeça transferida mostrou alguns reflexos, mas se deteriorou rapidamente e o animal acabou morrendo depois de algumas horas. O trabalho de Carrel sobre transplante de órgãos ganhou um Prêmio Nobel, mas Charles Claude provavelmente foi excluído de receber o prêmio por causa do polêmico trabalho de transplantar uma cabeça.
Em 1954, Vladimir Demikhov, um cirurgião soviético que havia feito um trabalho importante para aprimorar a cirurgia de ponte aorto-coronária, realizou uma experiência na qual ele anexou a cabeça e a parte superior do corpo de um cachorro em um outro cachorro, o esforço foi focado em como fornecer suprimento de sangue à cabeça do doador e à parte superior do corpo e não na transferência do sistema nervoso. Os cães sobreviveram alguns dias, um deles resistiu por 29 dias. As partes do corpo anexadas foram capazes de se mover e reagir a estímulos, mas ambos os animais morreram devido à rejeição do transplante.
Na década de 1950 e 1960, surgiram as drogas imunossupressoras e foram desenvolvidas técnicas úteis que auxiliaram nos transplantes de órgãos, isso eventualmente deu sucesso ao transplante de rim, fígado, outros órgãos e procedimentos médicos padrão.
Em 1965, Robert J. White fez uma série de experiências em que ele tentou transferir apenas o sistema vascular de cérebros de cães isolados em cães existentes, para aprender a lidar com o desafio do suprimento de sangue. Ele monitorou a atividade do cérebro e o metabolismo, e mostrou que poderia manter altos níveis de atividade cerebral e de metabolismo, evitando qualquer quebra no suprimento de sangue. Os animais sobreviveram entre 6 horas e 2 dias. Em 1970, ele fez quatro experimentos no qual ele cortou a cabeça de um macaco e conectou os vasos sanguíneos de outra cabeça de macaco, ele não tentou conectar os sistemas nervosos. Robert usou hipotermia profunda para proteger os cérebros durante os tempos em que foram privados de sangue durante o procedimento. Os corpos receptores foram mantidos vivos com ventilação mecânica e drogas para estimular o coração. As cabeças transplantadas funcionaram e podiam mastigar e engolir, além disso os olhos também rastreavam objetos em movimento. No entanto, ocorreram problemas com a transferência dos vasos sanguíneos, o que levou a formação de coágulos sanguíneos, e além disso Robert usou altas doses de drogas imunossupressoras que ocasionaram efeitos colaterais severos, os animais morreram entre 6 horas e 3 dias após o transplante das cabeças. Esses experimentos foram relatados e criticados pela mídia, foram considerados bárbaros pelos ativistas dos direitos dos animais, e durante muitos anos, houve poucos experimentos com transplante de cabeça em animais depois disso.
Em 2012, Xiaoping Ren publicou o trabalho no qual transplantou a cabeça de um camundongo sobre o corpo de um outro camundongo, novamente o foco foi sobre como evitar danos causados pela perda de suprimento de sangue, de acordo com o seu relatório, as cabeças transferidas sobreviveram até seis meses.
Em 2013, o escritor e neurocirurgião italiano Sergio Canavero publicou um relatório no qual ele disse que seria possível realizar um transplante de cabeça em seres humanos.
Em 2015, Xiaoping Ren publicou trabalhos em onde ele cortou cabeças de camundongo, mas deixou o tronco cerebral no lugar e conectou a vasculatura da cabeça do doador ao corpo receptor, este trabalho foi um esforço para resolver o problema sobre se era possível manter vivo o corpo do animal receptor sem suporte vital. Todos os trabalhos experimentais anteriores que envolveram a remoção das cabeças do corpo dos destinatários, cortaram das cabeças para baixo, logo abaixo do segundo osso da coluna vertebral. Xiaoping também usou criobiologia para proteger e evitar a morte dos cérebros durante os procedimentos.
Em 2016, Ren e Canavero publicaram uma revisão das tentativas, bem como possíveis estratégias de neuro-proteção que deveriam ser pesquisadas para o uso potencial em um procedimento de transplante de cabeça, eles discutiram vários protocolos para conectar a vasculatura, uso de vários níveis de criobiologia, uso de possíveis substitutos do sangue e a possibilidade de usar sulfato de hidrogênio como agente neuro-protetor.

## Ética e opinião popular
Arthur Caplan, um bioeticista, escreveu: "Os transplantes de cabeça são notícias falsas. Aqueles que promovem tais alegações e que sujeitam qualquer ser humano a cirurgias cruéis não comprovadas não merecem manchetes, mas apenas desprezo e condenação."
White tornou-se alvo de manifestantes por causa de seus experimentos com o transplante de cabeça. Uma pessoa interrompeu um banquete em sua homenagem, oferecendo-lhe uma réplica sangrenta de uma cabeça humana. Quando White testemunhou em uma audiência civil sobre o caso de assassinato do Dr. Sam Sheppard, o advogado Terry Gilbert comparou o Dr. White ao Frankenstein. O povo, pelo tratamento antiético aos animais descreveu os experimentos de White como "sintetizadores da indústria crua e cruel da vivissecção".
Em geral, o campo da medicina de transplante tem encontrado resistência em alguns setores, à medida que avanços são feitos; Joseph Murray, que realizou o primeiro transplante de rim em 1954, foi descrito como "fazendo algo antinatural" ou como "brincar de Deus". Estes continuaram à medida que outros órgãos foram transplantados, mas talvez tenham se tornado mais aceitáveis quando os transplantes de mão e transplantes de rosto surgiram em 1998 e 2005, pois cada um deles é visível, pessoal e social, de uma forma que os órgãos internos não são. A ética médica de cada um desses procedimentos foi amplamente discutida e trabalhada antes da experimentação clínica e após, o uso regular dessas operações começou.
Em relação ao transplante de cabeça, houve pouca discussão ética formal publicada na literatura e pouco diálogo entre as partes interessadas. A partir de 2017, os planos de Canavero estavam correndo bem à frente da prontidão e aceitação da sociedade e do campo médico, mas não houve um protocolo aceito para a realização do procedimento para justificar o risco para as pessoas envolvidas, os métodos de obtenção de consentimento informado não eram claros, especialmente para a pessoa cujo corpo seria usado, questões de desespero tornam questionável o consentimento verdadeiramente informado de um doador de corpo. Com relação aos custos sociais, o corpo de uma pessoa disposta a ser doadora de órgãos pode salvar a vida de muitas pessoas, Em 2017, o suprimento de tecidos e órgãos de pessoas dispostas a serem doadoras de órgãos não atenderam às necessidades médicas dos receptores. A noção de um corpo inteiro de doadores indo para outra pessoa era difícil de justificar naquele momento. Questões legais básicas também não estavam claras a partir de 2017, no que se diz respeito a se apenas uma ou ambas as pessoas envolvidas em um transplante de cabeça/corpo teriam quaisquer direitos legais na pessoa pós-procedimento.
A forma inicial mais apropriada do procedimento não estava clara a partir de 2017. Como conectar a cabeça na medula espinhal, pois não era possível naquele momento, o único procedimento viável seria aquele em que a cabeça estivesse conectada apenas ao suprimento de sangue do corpo doador, deixando a pessoa completamente paralisada, com a qualidade de vida limitada que acompanha um alto custo para se manter.
Os resultados psicológicos do procedimento também não estavam claros. Embora tenham sido levantadas preocupações sobre se os receptores de um transplante de rosto e seu círculo social teriam dificuldade em se ajustar, estudos a partir de 2017 descobriram que as interrupções foram mínimas. Mas nenhum transplante jamais foi realizado onde todo o corpo de um indivíduo não está familiarizado com a conclusão do procedimento, e um dos poucos documentos discutindo a ética na literatura biomédica, uma carta ao editor de um periódico publicado em 2015, previa um alto risco de insanidade como resultado do procedimento.
A opinião popular sobre os planos de Canavero para o transplante de cabeça tinham sido geralmente negativa a partir de 2017. Muitas dessas críticas se concentram no estado da tecnologia e no cronograma em que Canavero diz que será capaz de conduzir com sucesso o procedimento.